# 海蘭 (阿肯色州)
海蘭（英語：Highland）是一個位於美國阿肯色州夏普縣的城市。

## 地理
海蘭的座標為36°16′11″N 91°31′18″W / 36.26972°N 91.52167°W，而該地的平均海拔高度為186米（即610英尺）。

## 人口
根據2020年美國人口普查的數據，海蘭的面積為22.79平方千米，當中陸地面積為22.64平方千米，而水域面積為0.15平方千米。當地共有人口982人，而人口密度為每平方千米43人。